# Criteria Caixa
Criteria Caixa (anteriormente, Criteria CaixaHolding) es una sociedad holding de inversiones no cotizada que gestiona el patrimonio de la Fundación "la Caixa".
Anteriormente, el grupo La Caixa tenía otro holding de inversión denominado Criteria CaixaCorp. En 2011, dicho holding absorbió el negocio bancario de MicroBank, convirtiéndose en un banco, y posteriormente cambió su nombre a CaixaBank, S.A. Paralelamente, el grupo creó una nueva filial de inversión a la cual denominó Criteria CaixaHolding que, además de los activos inmobiliarios, heredaría también las inversiones empresariales del grupo, a excepción de las participaciones en Telefónica y Repsol y en banca internacional, las cuales se mantuvieron en CaixaBank.
En mayo de 2014, La Caixa aprobó su transformación en una fundación bancaria. Como consecuencia, se produciría el traspaso a favor de Criteria CaixaHolding de la participación de La Caixa en CaixaBank, de modo que la fundación bancaria pasaría a ostentar su participación en CaixaBank a través de Criteria CaixaHolding.
En noviembre de 2015, Criteria Caixa Holding, S.A.U. cambió su denominación social por Criteria Caixa, S.A.U.

## Historia
Anteriormente, el grupo La Caixa tenía otro holding de inversión cotizado en bolsa de nombre muy similar, Criteria CaixaCorp. En 2011, dicho holding, en el contexto de la reestructuración del sistema financiero en España, absorbió el negocio bancario de MicroBank, convirtiéndose en un banco, y posteriormente cambió su nombre a CaixaBank, S.A.
El grupo decidió, para mantener una mayor salud financiera dentro del nuevo banco, separar de éste las inversiones inmobiliarias, consideradas activos "problemáticos" tras la ruptura de la burbuja inmobiliaria en España; por lo que, paralelamente a la transformación de Criteria CaixaCorp en CaixaBank, creó una nueva filial de inversión a la cual denominó Criteria CaixaHolding que, además de dichos activos inmobiliarios, heredaría también las inversiones empresariales del grupo, a excepción de las participaciones en Telefónica y Repsol y en banca internacional, las cuales, por considerarse más atractivas bursatilmente, se mantuvieron en CaixaBank.
En mayo de 2014, La Caixa aprobó su liquidación para convertirse en una fundación bancaria, la cual se constituyó el 17 de junio de 2014. Como consecuencia, se produciría el traspaso a favor de Criteria CaixaHolding de la participación de La Caixa en CaixaBank, de modo que la fundación bancaria pasaría a ostentar su participación en CaixaBank a través de Criteria CaixaHolding. El traspaso de la participación en CaixaBank se produjo el 14 de octubre de 2014.
En noviembre de 2015, Criteria Caixa Holding, S.A.U. cambió su denominación social por Criteria Caixa, S.A.U.
El 3 de diciembre de 2015, CaixaBank vendió sus participaciones del 17,24% en Hong Kong The Bank of East Asia (BEA) y del 9,01% del mexicano Grupo Financiero Inbursa (GFI) a Criteria Caixa, su principal accionista, por 2651 millones de euros. Criteria Caixa pagaría la operación con la entrega del 9,9% de sus acciones a CaixaBank, cuyo valor ascendía a 2009 millones, y un pago en efectivo de 642 millones.
El 31 de mayo de 2016, se produjo el cierre de la operación anterior, por lo que la participación de Criteria Caixa en CaixaBank se redujo al 46,9%.
El 6 de febrero de 2017, Criteria Caixa llevó a cabo una colocación acelerada entre inversores institucionales y/o cualificados del 5,32% del capital de CaixaBank. Con esta operación, Criteria Caixa, que mantenía un 45,322% del capital de CaixaBank, pasó a ostentar un 40%.
El 26 de septiembre de 2017, CaixaBank informó que el Banco Central Europeo (BCE) había decidido que Criteria Caixa, holding propiedad de la Fundación Bancaria "la Caixa", ya no ejercía el control o una influencia dominante sobre la entidad bancaria, y que por lo tanto ya no era su empresa matriz y dejaba de estar bajo la supervisión de la institución europea. Para cumplir con los requisitos del BCE, en los últimos dos años Criteria Caixa había reducido sus derechos políticos y económicos en CaixaBank hasta el 40%, dando entrada a nuevos inversores, y había reducido igualmente su peso en el consejo de administración.
Tras la fusión por absorción de Bankia por CaixaBank en marzo de 2021, Criteria Caixa (y, por lo tanto, la Fundación "la Caixa") pasó a tener un 30,012 de CaixaBank.

## Accionariado
La Fundación "la Caixa" posee el 100% del accionariado de Criteria Caixa.

## Participaciones
Entre las participaciones de Criteria Caixa, se encuentra la que posee en CaixaBank (a 31 de diciembre de 2024, un 31,222%), así como las que posee en las siguientes empresas: Naturgy, Saba, Grupo Agbar, Grupo Financiero Inbursa, Grupo ACS, Inmobiliaria Colonial, BEA, Puig y Telefónica.